# Galathea nexa
Galathea nexa är en kräftdjursart som beskrevs av Embleton 1834. Galathea nexa ingår i släktet Galathea och familjen trollhumrar. Enligt den svenska rödlistan är arten sårbar i Sverige. Arten förekommer i Götaland. Artens livsmiljö är havet. Inga underarter finns listade i Catalogue of Life.